# Clinanthus variegatus
Clinanthus variegatus là một loài thực vật có hoa trong họ Amaryllidaceae. Loài này được (Ruiz & Pav.) Meerow mô tả khoa học đầu tiên năm 2000.